# Johann Arckenhausen

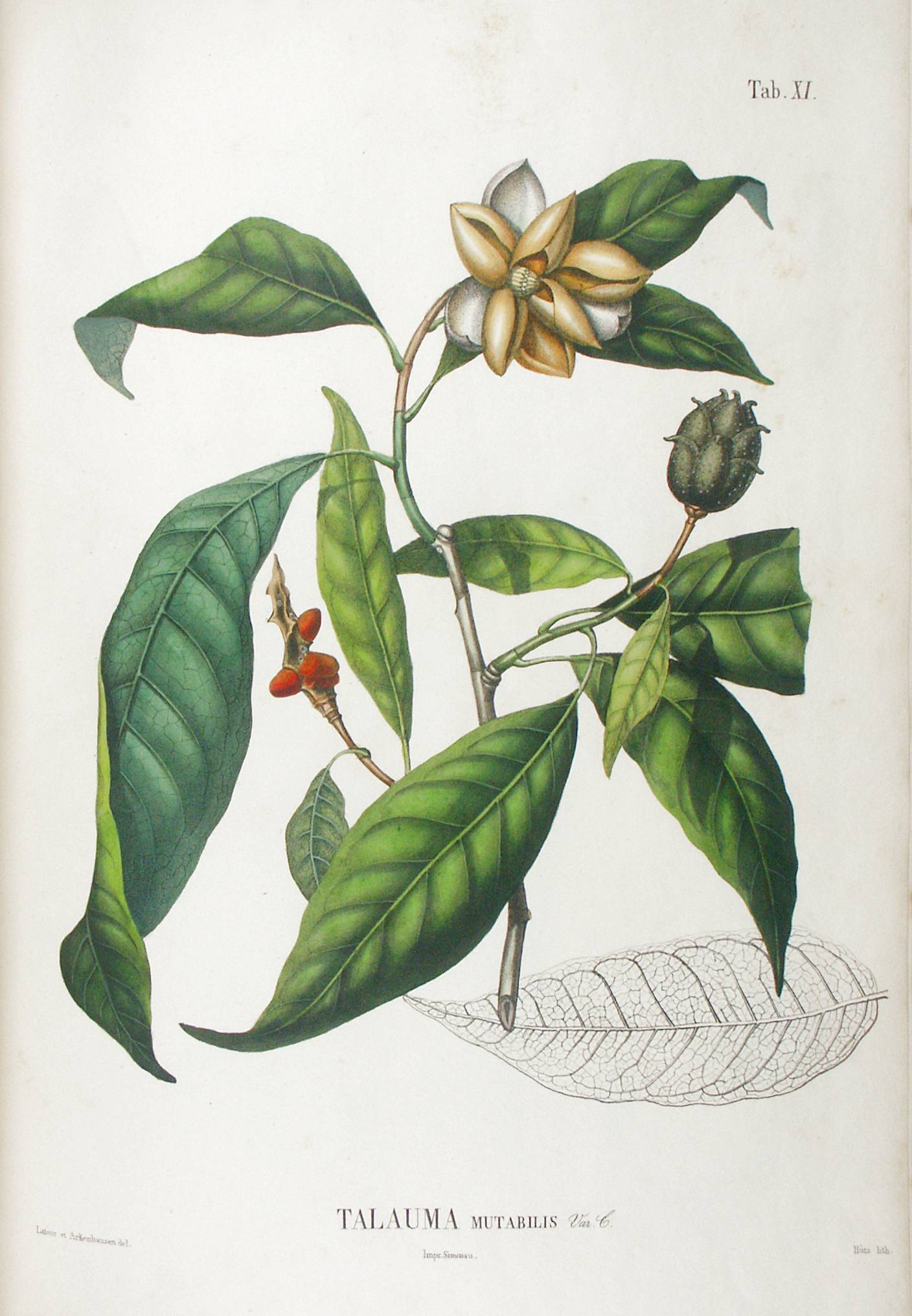
Kolorierte Lithographie von Talauma mutabilis var. Acuminata aus Carl Ludwig Blume: Flora Javae 19-20: plate XI (1829)

Johann Christian Peter Arckenhausen (* 3. September 1784 in Goslar; † 28. April 1855 ebenda) war ein deutscher Zeichenlehrer, Zeichner und Illustrator botanischer und zoologischer Werke.

## Leben
Johann Arckenhausen wurde 1784 in Goslar als Sohn eines Schuhmachermeisters geboren. Er erhielt vermutlich eine Ausbildung als Schreiber und Zeichner, um seinen Lebensunterhalt als Zeichenlehrer in Goslar und als Fachbuchillustrator zu verdienen. Er war Gründungsmitglied des am 23. Oktober 1852 ins Leben gerufenen Naturwissenschaftlichen Vereins Goslar, der einen großen Teil seines wissenschaftlichen und künstlerischen Nachlasses übernahm. Arckenhausen legte als Basis für seine Illustrationen ein Herbarium sowie eine Insekten- und Schmetterlingssammlung an.
Arckenhausen erstellte die Farbabbildungen (Tafeln 43b–139) zu dem von Friedrich L. Krebs verfassten Werk Vollständige Beschreibung und Abbildung der sämmtlichen Holzarten, welche im mittlern und nördlichen Deutschland wild wachsen, das in zwei Bänden 1826/1832 im Braunschweiger Vieweg Verlag erschien. Dafür lithografierte er seine kolorierten Zeichnungen selbst. Der aus Braunschweig stammende Botaniker Carl Ludwig Blume gewann Arckenhausen für die Mitarbeit am Bildteil seiner botanischen Veröffentlichungen über Java bzw. Ostindien. Für diese Arbeit reiste Arckenhausen nach Leiden und Brüssel.
Seine Pflanzendarstellungen „zeichnen sich durch große Klarheit und Prägnanz aus. Sie wirken ästhetisch gelungen und farblich harmonisch.“ Seine Goslarer Stadtansichten von Dom, Klaus- und Rosentor fallen dahinter qualitativ zurück.
Arckenhausen starb im April 1855 im Alter von 70 Jahren in Goslar.

## Nachgelassene Werke (Auswahl)
- 66 Blätter Schmetterlinge : gemalt von Arckenhausen. Goslar 1890. (Digitalisat)
- Phanerogamen 1 : gezeichnet von Johann Christian Peter Arckenhausen. Goslar 1890. (Digitalisat)
- Phanerogamen 2 : gezeichnet von Johann Christian Peter Arckenhausen. Goslar 1890. (Digitalisat)
- Phanerogamen 3 : gezeichnet von Johann Christian Peter Arckenhausen. Goslar 1890. (Digitalisat)
- Phanerogamen 4 : gezeichnet von Johann Christian Peter Arckenhausen. Goslar 1890. (Digitalisat)
- 44 Pflanzenbilder : eigenhändig gezeichnet von Johann Christian Peter Arckenhausen. Goslar 1890. (Digitalisat)
- Vögel : eigenhändig gezeichnet u. gemalt von Johann Christian Peter Arckenhausen. Goslar 1890. (Digitalisat)
- Schmetterlinge : gezeichnet von Johann Christian Peter Arckenhausen. Vorwort von W. Landgraf. Goslar 1897. (Digitalisat)
- 105 Pflanzenbilder : eigenhändig gezeichnet u. gemalt von Johann Christian Peter Arckenhausen. Goslar 1890. (Digitalisat)
- 38 Pflanzenbilder : eigenhändig gezeichnet und gemalt von Johann Christian Peter Arckenhausen. Goslar 1890. (Digitalisat)
- Die Laub- und Torfmoose : nach der Natur gezeichnet von Arckenhausen. Geordnet und bestimmt nach Leunis III. Lf. Kryptogamen S. 1497 ff durch Reuß Oberförster 1878. Goslar 1878. (Digitalisat)
- Pilze. Goslar 1890. (Digitalisat)
- Gemalte Gräser. Goslar 1890. (Digitalisat)